# Kerlaz
Kerlaz é uma comuna francesa na região administrativa da Bretanha, no departamento de Finistère. Estende-se por uma área de 11,39 km². Em 2010 a comuna tinha 808 habitantes (densidade: 70,9 hab./km²).